# Drosiá (Rhodope)
Drosiá (grec moderne : Δροσιά) est une localité située dans le dème d'Arrianá, dans le district régional de Rhodope, dans la periphérie de Macédoine-Orientale-et-Thrace, en Grèce.
Selon le recensement de 2011, elle compte 223 habitants.